# 菊之露酒造
菊之露酒造株式会社（きくのつゆしゅぞう）は、沖縄県宮古島市に本社を置く酒造（泡盛）メーカー。「菊之露ブラウン」と「菊之露VIPゴールド」が有名。菊之露は沖縄県内の居酒屋を中心とした業務店におかれていることが多い。

## 沿革
- 1928年 創立
- 1945年 勲八等瑞宝章を受章（杜氏）
- 1975年 第１回泡盛鑑評会県知事賞受賞
- 1965年 「菊之露酒造合名会社」へ商号変更
- 1985年 酒造技能功労を認められ勲七等旭日章を受章
- 1988年 モンドセレクション最高金賞受賞
- 1994年 「菊之露酒造株式会社」へ商号変更
- 1995年 黄綬褒章受章（社長）

## 「菊之露」名前の由来
その昔、病に倒れた母親を一生懸命看病する息子が、庭の菊の花びらに降りた朝露を集め母親に飲ませたところ病気が治ったという中国故事に由縁。親子の絆、不老不死、長寿の酒であるという意味を込め命名された。

## 所在地
- 本社
  - 沖縄県宮古島市平良字西里290番地

- 那覇営業所
  - 沖縄県那覇市松山1丁目28番16号

- 東京営業所
  - 東京都千代田区神田三崎町3-4-9 水道橋MSビル8Ｆ